# Sløserup Langhøj
Sløserup Langhøj er en gravhøj fra yngre stenalder i udkanten af landsbyen Sløsserup i Guldborgsund Kommune. Højen er berejst af Nationalmuseet i 1879 og 1954, og af Skov- og Naturstyrelsen i 1984. Der er ikke gjort fund i højen.

## Galleri
- Tegning af Magnus Petersen fra berejsningen i 1879

## Link
- Fund og fortidsminder

54°43′25″N 11°45′40″Ø / 54.7235°N 11.7612°Ø